# Dál Riata

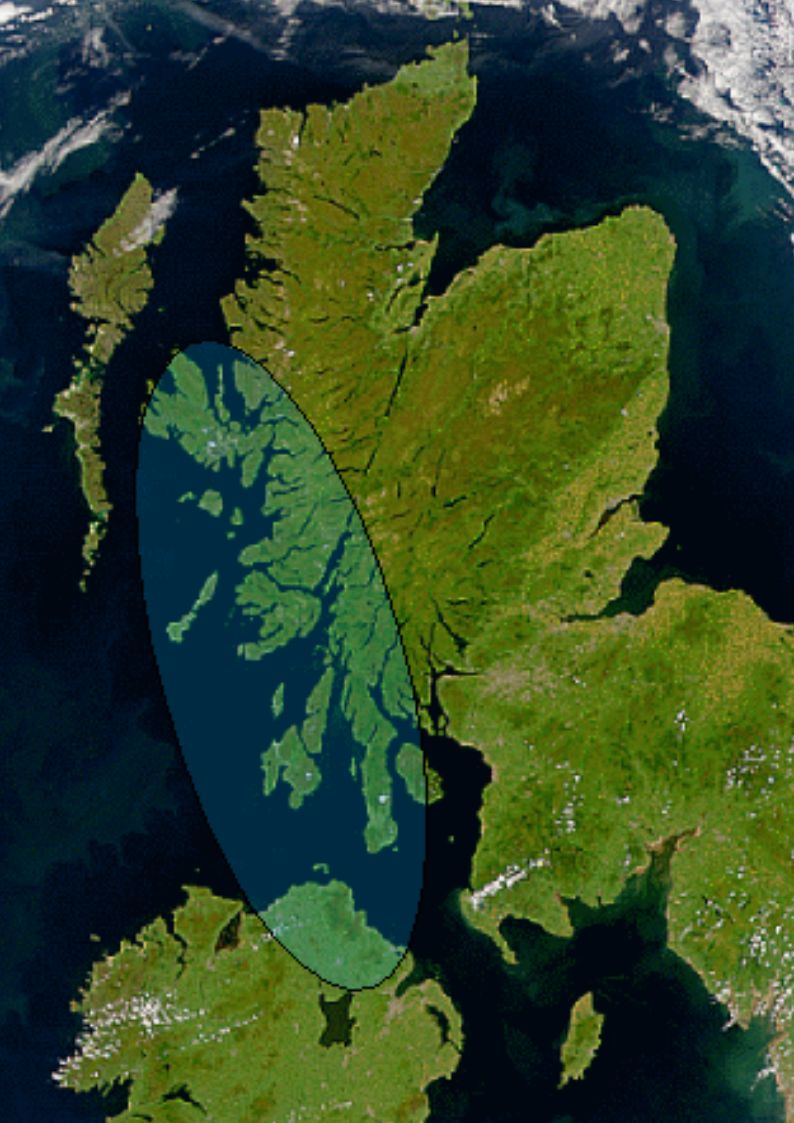
A brit és az ír sziget északi része, Dál Riata hozzávetőleges területe kijelölve.

Dál Riata (vagy Dalriada, Dalriata) goidel királyság volt a mai Skócia nyugati és a mai Írország északi területein (Argyll, Bute és Antrim megye. A hagyományos nézetet, amely szerint skóciai része ír gyarmat volt, a legutóbbi időkben főleg régészeti érvekkel sokan megkérdőjelezték, de messze nem alakult ki új konszenzus ez ügyben.
Dál Riata lakóit gyakran skótokként emlegetik a latin scotti szó alapján, ami eredetileg "támadó, fosztogató" jelentéssel bírt, később azonban a mai Skócia és Írország gael nyelvű lakóit jelölte. 
A királyság Áedán mac Gabráin uralkodása idején élte fénykorát, de Æthelfrith northumbriai király a degsastani csatában megállította Dál Riata terjeszkedését. Domnall Brecc (meghalt 642-ben) idejében a királyságot súlyos vereségek érték Írországban és Skóciában is, és ezzel véget ért Dál Riata aranykora. A királyság előbb Northumbria, majd a piktek ellenőrzése alá került, és a viking korban eltűnt.